# August Kundt
Pour les articles homonymes, voir Kundt.
August Kundt (né à Schwerin le 18 novembre 1839 ; mort le 21 mai 1894 à Lübeck, dans le faubourg d’Israelsdorf) est un physicien allemand qui a étudié les phénomènes ondulatoires.
Il invente le tube de Kundt qui permet de matérialiser les ondes sonores stationnaires dans l'air.

## Biographie
Kundt étudie les mathématiques et la physique de 1859 à 1864 à l’Université de Leipzig, où il prépare sa thèse sous la direction d’Heinrich Gustav Magnus. Ses recherches dans le domaine de l'optique et de l’acoustique l'amènent à concevoir en 1866 le « tube de Kundt ». Il obtient son habilitation en 1867 et candidate en 1868 pour enseigner à l’École polytechnique fédérale de Zurich, avant d'être appelé à l’Université de Wurtzbourg en 1870. C’est à ce poste qu'il découvre les aérosols. En 1872, le gouvernement impérial allemand charge Kundt d'organiser le tout nouvel Institut de Physique de l’Université de Strasbourg. Dans cet institut, il fait la preuve en 1876 que la vapeur de mercure est monoatomique. En 1888 il obtient le premier un miroir par pulvérisation cathodique, et plus tard dans l'année est invité à rejoindre l'Université de Berlin, ce qu'il accepte. Il y exerce à la Physikalisch-Technische Bundesanstalt sous la direction d'Hermann von Helmholtz.
Parmi les étudiants de Kundt se trouve Wilhelm Conrad Röntgen qui est son assistant.